# バローチー語
バローチー語（バローチーご）は、主にイランやパキスタンなどにまたがるバローチスタン地方においてバローチ人によって話される言語。バローチ語、バルーチ語、バルーチー語とも表現される。言語学的にはインド・ヨーロッパ語族のイラン語派の中の、北西語群に属する。基本文型はSOV型。

## 系統
インド・ヨーロッパ語族・イラン語派の中の、北西語群に属する。使用地域はイランの南東部であるが、言語学的性質を考慮した分類ではペルシャ語やクルド語と同じ西イラン語群である。
言語の音韻構造が、通時的観点から見て非常に保守的なことで知られている。

## 使用地域・社会的状況

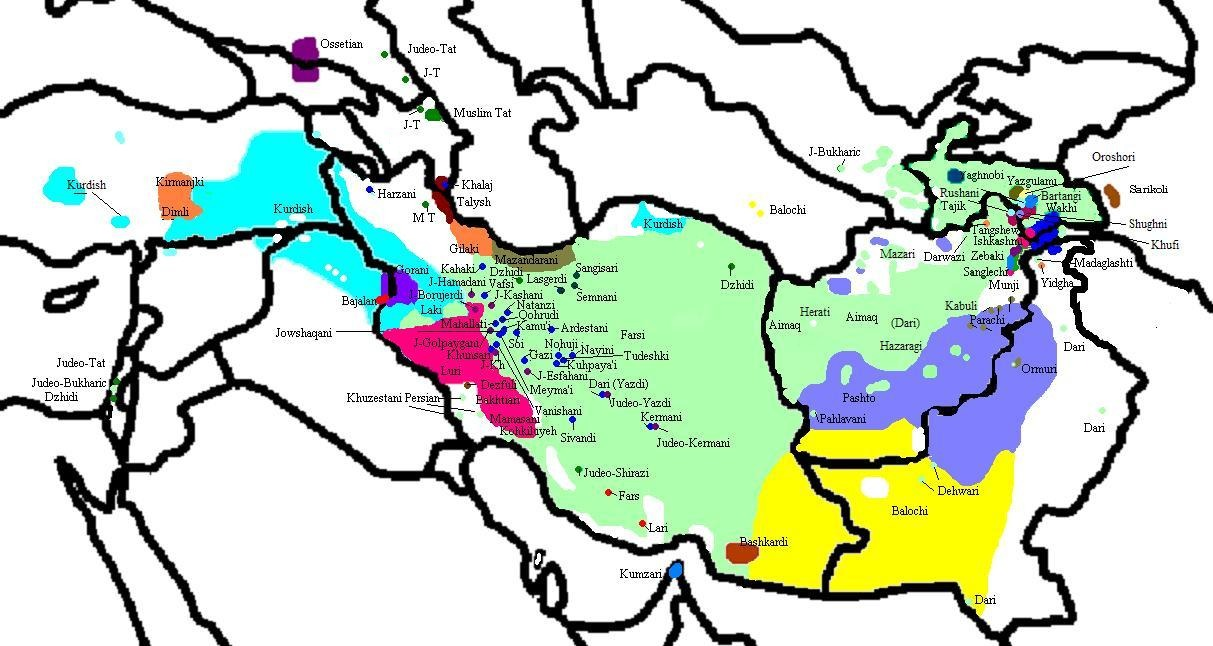
現代イラン系諸語の話者の地理的分布。黄色で塗られた地域がバローチー語の主な使用域

大多数の話者は、イラン南東部のスィースターン・バルーチェスターン州、パキスタン南西部のバローチスターン州や南東部のシンド州の西域、そしてアフガニスタン南西部のニームルーズ州などにまたがるバローチスタン地方で生活している。イランには約150万人、パキスタンには約500万人、アフガニスタンには80万人ほどの話者がいる。しかし、近年この地域での人口爆発により、現在の正確な話者数の推定は難しい。なお、彼らはどの国においても少数民族であり、たとえばパキスタンでは全人口のうちの5％程度である。
ほかにはイラン北東部・トルクメニスタン・オマーン・UAE・インドなどでそれぞれ数千～10万人ほどの話者が小規模のコミュニティーをなして生活している。
どの国でも、国家全体の公用語、あるいは国語としては指定されていない。しかし、パキスタンでは「地方語」として指定されている。そのほか、アフガニスタンでは「国家語」として指定され、公共放送で他言語とともに使用されたり、この言語による新聞が出回ったりしている。
なお、バローチー語が文語（文章語）として記されるようになったのは19世紀になってからであって文語の歴史は浅く、口承文学以外のものはまだ発達していない。さらに、方言差も激しいこともあって標準語がいまだ確立されておらず、正書法も確立されていない。

## 方言
バローチー語の方言は多種多様であるが、おおまかに東西の2つの方言群に分けられる。
- 東バローチー語（方言群） - スライマーニー語 (Sulaymani)、あるいは北バローチー語とも称される。
- 西バローチー語（方言群） - マクラーニー語 (Makrani)、あるいは南バローチー語とも称される。

それぞれがさらに多くの方言群に分かれている。

## 文字
パキスタンではアラビア文字系のウルドゥー文字を用いる（カーブルではパシュトー語の文字を用いる）。19世紀以来の文献が残っているものの、正書法がじゅうぶん確立しているとは言えない。